# Wolverhampton Roller Hockey Club
Il Wolverhampton Roller Hockey Club è un club di hockey su pista avente sede a Wolverhampton in Inghilterra.

## Palmarès
- Campionato inglese: 3
  - 1973-74, 1974-75, 1977-78
- National Cup: 5
  - 1963-64, 1964-65, 1969-70, 1970-71, 1971-72.